# Schleusenmuseum Atrium

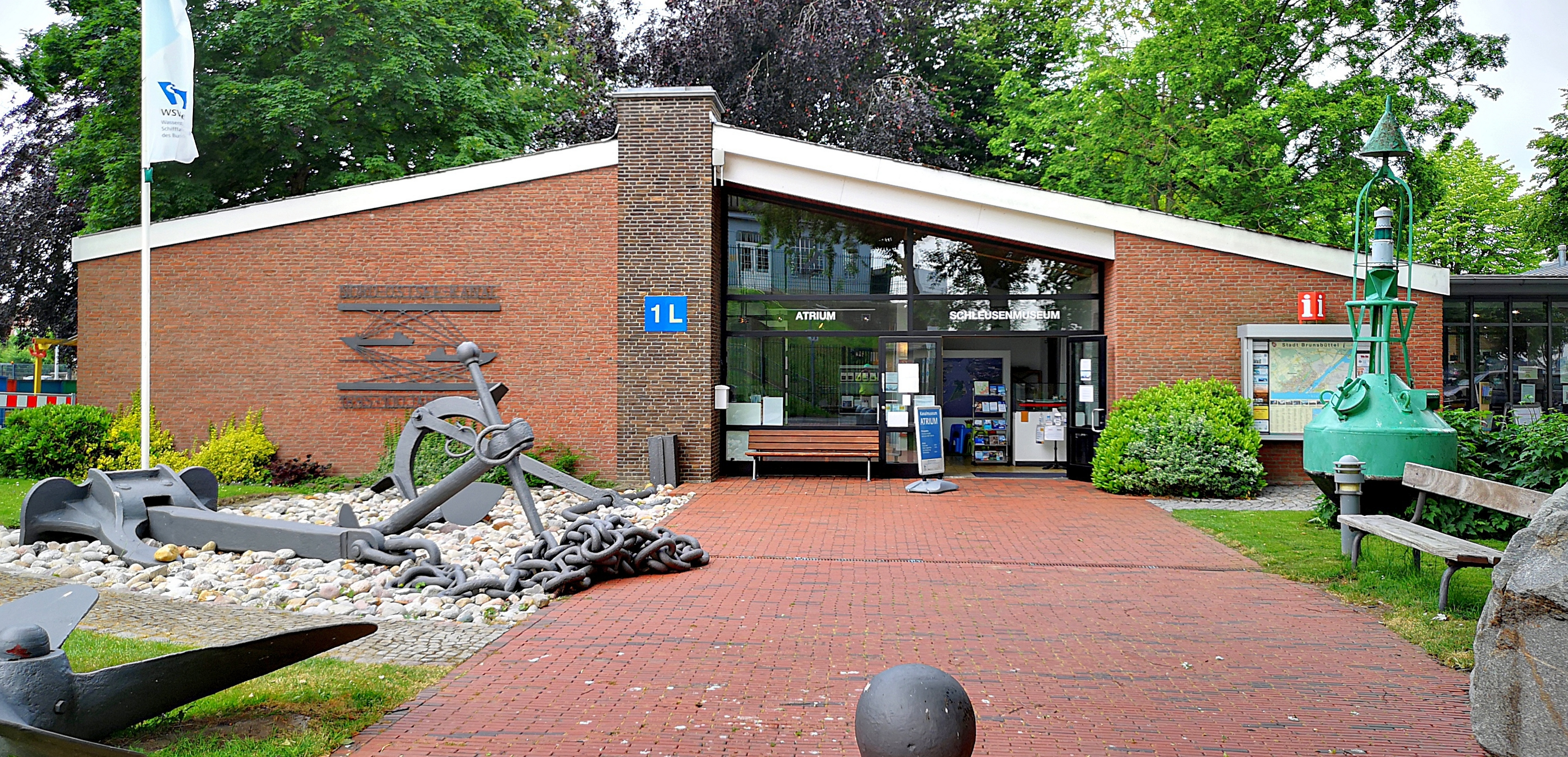
Schleusenmuseum Atrium

Das Schleusenmuseum Atrium (auch Atrium, Museum an der Schleuse) ist ein Museum in Brunsbüttel. Es befindet sich auf der Nordseite der Schleusen des Nord-Ostsee-Kanals. Das Museum, das ursprünglich vom damaligen Wasser- und Schiffahrtsamt Brunsbüttel errichtet wurde, wird seit 2017 von der Volkshochschule Brunsbüttel betrieben.

## Geschichte

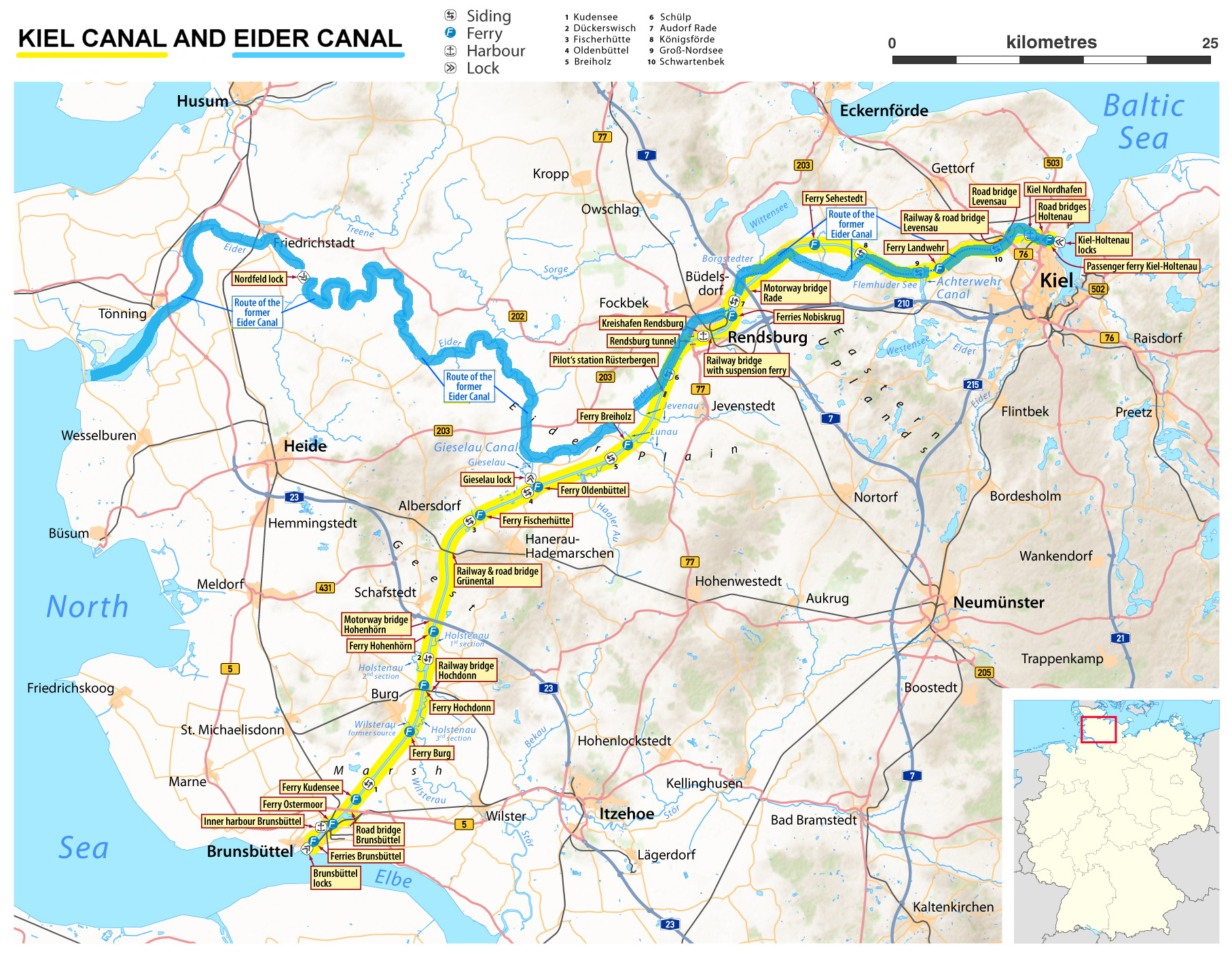
Der Eider-Kanal (blau) mit dem Nord-Ostsee-Kanal (gelb)

Die Vorgängereinrichtung des Schleusenmuseums befand sich im Zentrum der großen Schleuseninsel und wurde später an den heutigen Standort direkt am Kanal-Yachthafen und neben der Schleuse auf dem Gelände des Wasserstraßen- und Schifffahrtsamtes Brunsbüttel verlagert. Hier werden die Geschichte des Kanal- und Schleusenbaus des Eiderkanals und speziell des Nord-Ostsee-Kanals, der nach dem Bau 1914 als Kaiser-Wilhelm-Kanal eingeweiht wurde, anschaulich dargestellt.

## Beschreibung
Im Innenbereich des Gebäudes befinden sich viele Landschafts- und wertvolle Funktionsmodelle, die Schleusen und Brücken darstellen. Fotos und Gemälde zeigen Einzelheiten zum Bau und die Eröffnung am 21. Juni 1895. Dazu waren 5400 Sitzplätze und 2000 Stehplätze errichtet. Technische Anschauungsobjekte und Schiffsmodelle ergänzen die Ausstellungen. Interessante Informationen werden auf Schautafeln und in Videofilmen vermittelt. Historische Exponate zum Bau und Betrieb des Vorgängers des Nord-Ostsee Kanals, des Eider-Kanals, ergänzen die Ausstellung. Mit Hilfe verschiedener Schiffsmodelle werden die Größenverhältnisse der Brücken und Schleusen verdeutlicht. Im Außenbereich wurden verschiedene maritime Anschauungsobjekte ausgestellt.

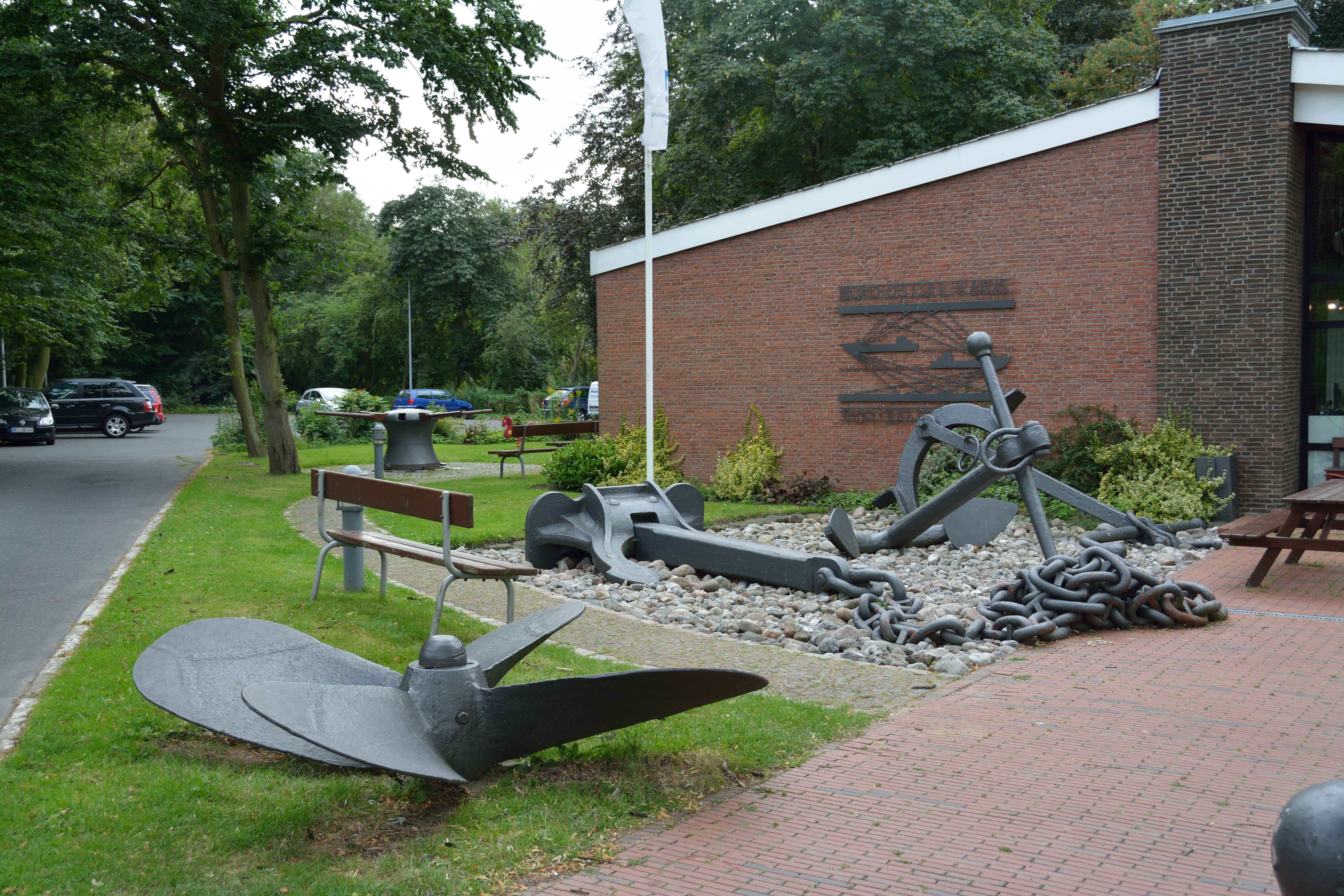
Vor dem „Atrium“
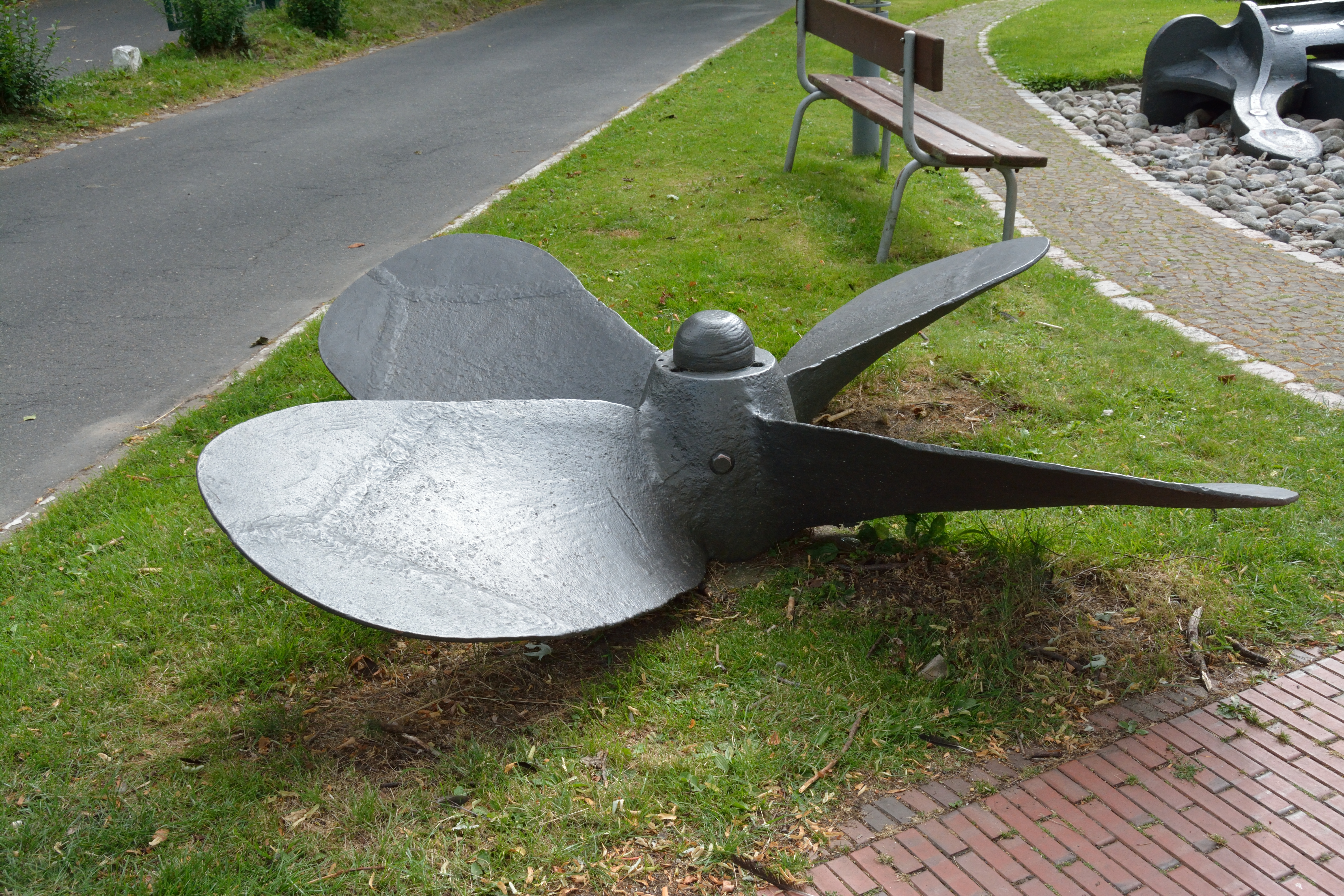
Schiffsschraube am „Atrium“